# Vương quốc Shilluk
Vương quốc Shilluk do người Shilluk thống trị nằm dọc theo tả ngạn sông Nin Trắng, ở khu vực ngày nay là Nam Sudan và miền nam Cộng hòa Sudan. Kinh đô của vương quốc là thị trấn Fashoda. Theo lịch sử dân gian Shilluk và các ghi chép lân cận, vương quốc do Nyikang, người có lẽ sống vào nửa sau của thế kỷ 15, thành lập. Là một dân tộc Nin, người Shilluk đã cố gắng thành lập một vương quốc tập trung hóa đạt đến đỉnh cao vào cuối thế kỷ 18 và đầu thế kỷ 19, trong thời kỳ suy tàn của Vương quốc Hồi giáo Funj phía bắc. Vào thế kỷ 19, người Shilluk bị ảnh hưởng bởi các cuộc tấn công quân sự từ Đế quốc Ottoman, khiến vương quốc bị tàn phá vào đầu những năm 1860. Vua Shilluk hiện không phải là một nhà lãnh đạo chính trị độc lập mà là một thủ lĩnh truyền thống trong chính phủ Nam Sudan và Sudan. Vị vua hiện tại của Shilluk là Đức vua Reth Kwongo Dak Padiet, lên ngôi năm 1993.
Chế độ quân chủ (Reth) có bản chất chính trị và tôn giáo. Nhà vua đảm bảo trật tự xã hội; sức khỏe của ông và của quốc gia gắn liền với nhau. Việc thờ cúng được thực hiện trong các nghi lễ lấy cảm hứng từ thần thoại quốc gia về Nyikang, vị Reth đầu tiên. Chế độ quân chủ Shilluk và tín ngưỡng của người dân đã được Charles Seligman nghiên cứu vào năm 1911 và bởi nhà nhân chủng học người Anh James George Frazer trong The Golden Bough sau đó năm năm. Seligman mô tả hình thức chính quyền Shilluk là một "vương quyền linh thiêng".

## Địa lý và con người

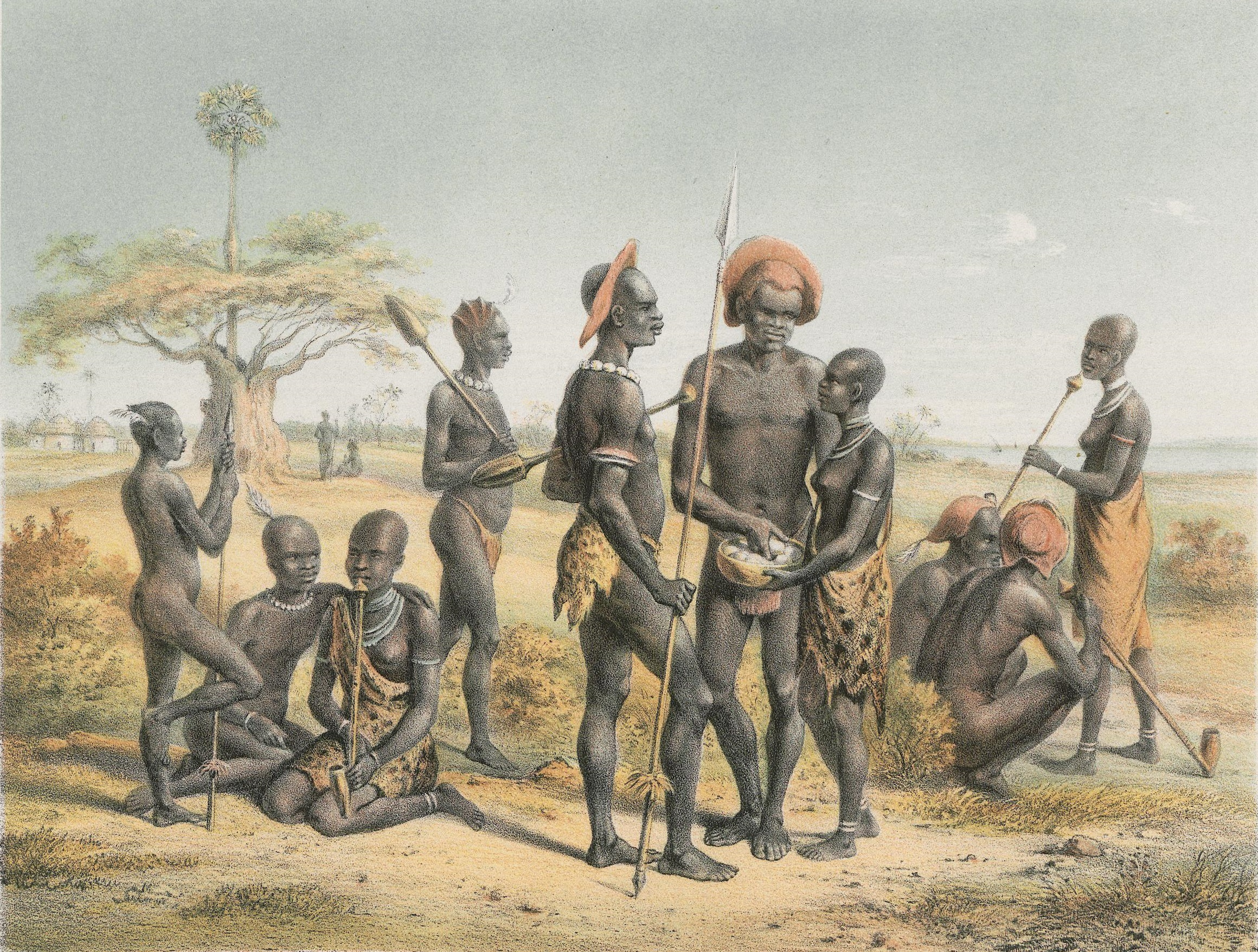
Một nhóm người Shilluk vào khoảng năm 1860, ngay trước khi vương quốc sụp đổ. Đàn ông lõa thể, mặc da mèo hoặc cừu non, trong khi phụ nữ và trẻ em mặc da bê.

Vương quốc nằm trên một dải đất dọc theo cả hai bờ sông Nin Trắng và sông Sobat, từ hồ No đến khoảng 12° vĩ độ bắc. Người Shilluk có quan hệ gần gũi với các nhóm dân tộc Nam Sudan đông hơn, Nuer và Dinka (lần lượt là láng giềng của họ ở phía nam và phía đông). Ngôn ngữ của họ có liên quan đến thứ tiếng của người Anuak gần sông Baro và Pibor.
Cái tên Shilluk bắt nguồn từ tiếng Ả Rập, trong khi người Shilluk tự gọi là Cøllø hoặc Chollo. Điều này (và theo niềm tin của nhiều người Shilluk) cho thấy nguồn gốc chung với người Acholi, một sắc dân khác sống trên biên giới Uganda-Nam Sudan và các dân tộc Luo ở Tanzania, Kenya, CHDC Congo, Tchad, Cộng hòa Trung Phi và Ethiopia (Anuak).
Giống như hầu hết các dân tộc Nin ở Nam Sudan (chẳng hạn như người Nuer và Dinka), người Shilluk chăn nuôi gia súc bán du mục tự cung tự cấp và trồng ngũ cốc. Hệ thống xã hội của họ nhìn chung bình đẳng, khi đàn gia súc có giá trị biểu tượng lớn. Lối sống của người Shilluk hiện đại cũng tương tự nhưng sở hữu ít con hơn. Họ định canh định cư vì đất đai dọc theo sông Nin Trắng màu mỡ hơn những nơi khác trong vùng. Việc trồng cây durra, một loại lúa miến, giúp họ trở thành một dân tộc nông nghiệp tương đối thịnh vượng trừ những đợt hạn hán kéo dài. Dân số người Shilluk ngày nay được ước tính là 1,7 triệu nhân khẩu vào năm 2005; trong thế kỷ 19, ước tính họ có khoảng 200.000 người sống ở hàng trăm ngôi làng. Vương quốc được chia thành hai tỉnh: Gher (Gärø) ở phía bắc và Luak (Lwagø) ở phía nam, được chia thành các khu.

## Tôn giáo và huyền thoại

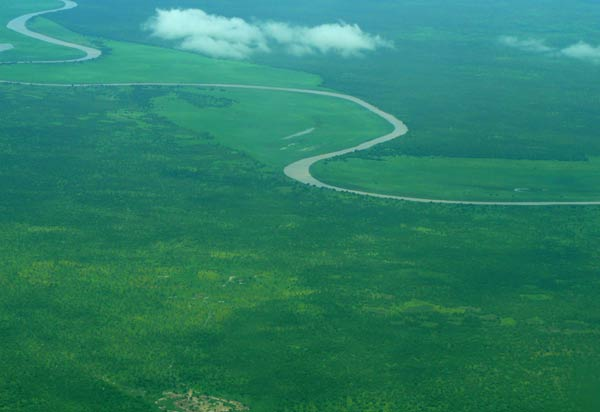
Dòng sông Sobat ở Nam Sudan ngày nay, nơi Nyikang thành lập Vương quốc Shilluk.

## Lịch sử